# Milwaukee Wave United
El Milwaukee Wave United fue un equipo de fútbol de los Estados Unidos que alguna vez jugó en la USL A-League, la desaparecida segunda liga de fútbol más importante del país.

## Historia
Fue fundado en el año 2002 en la ciudad de Milwaukee, Wisconsin para tomar el lugar del Milwaukee Rampage, que desapareció ese año. El club fue uno de los equipos de expansión de la USL A-League en la temporada 2003, temporada en la que ganaron el título divisional y jugaron la US Open Cup, pero no avanzaron más allá de la ronda divisional.
En la temporada siguiente el club no pudo retener el título divisional y ni siquiera pudo clasificar a los playoffs ni jugaron la US Open Cup, por lo que el 9 de noviembre de ese año se anunció la desaparición del club.

## Palmarés
- USL A-League Central Division: 1

2003

## Temporadas
| Año  | División | Liga         | Temporada Regular | Playoffs         | US Open Cup  | Asistencia Promedio |
| ---- | -------- | ------------ | ----------------- | ---------------- | ------------ | ------------------- |
| 2003 | 2        | USL A-League | 1º, Central       | Final Divisional | 4.ª Ronda    | 2,085               |
| 2004 | 2        | USL A-League | 5º, Western       | No clasificó     | No clasificó | 1,690               |

## Clubes afiliados
- Milwaukee Wave (fútbol indoor)

## Jugadores destacados
- Nick Vorberg